# エジェイ・ハーン
エジェイ・ハーン (モンゴル語: Эжэй хаан　ᠡᠵᠡᠢ
ᠬᠠᠭᠠᠨ、中国語: 額哲孔果爾、 1622年 - 1641年3月4日）、あるいはエルケ・ホンゴル・ハーン（Erke qonγgor qaγan）は、モンゴル帝国最後の皇帝（ハーンとしては第41代、北元としては第27代、1634年 - 1635年）、チャハル・トゥメンの当主。チャハル部の親王（チンワン、1635年 - 1641年）。リンダン・ハーンの息子。後金（清）のホンタイジに敗れて降伏し、チンギス・ハン以降429年続いたボルジギン氏のモンゴル帝国は終焉を迎えた。

## 生涯

### 継承と滅亡
17世紀初頭、モンゴルでは分裂状態が続き、ボルジギン氏はほとんど勢力を失っていた。1634年に父リンダン・ハーンがチベット遠征中に甘粛で陣没すると、後金のホンタイジはモンゴルの一大拠点フフホトを占領した。翌1635年、ホンタイジはチャハルの残存部の制圧に乗り出しドルゴン、ヨト、サハリャン、ホーゲの四将軍にそれぞれ万騎を与えてリンダン・ハーンの継嗣エジェイらを捜索させた。
リンダン・ハーンの後を継いだエジェイはハルハのショロイ・マハサマディ・セチェン・ハーンにもハルハに投降するよう勧められていたが、最終的には清朝に投降することを決めた。こうして1634年、エジェイは生母スタイと共に1万を超える後金軍八旗騎兵に包囲される中で、「制誥之宝」と刻まれた大元の玉璽（ハスボー・タムガ）を差し出し降伏した。これによりモンゴル帝国は名実ともに滅亡した。ハーンの地位を手に入れたホンタイジは翌1636年に大清皇帝を名乗り、3月には全モンゴルの部族を首都ムクデンに集め、ボルジギン氏のハーンによるモンゴル支配の終焉を宣言した。

### 清の親王として
名目上とはいえモンゴルのハーンであったエジェイをホンタイジは優遇し、1636年にはホンタイジの次娘マカタ・ゲゲ（固倫温荘長公主）を降嫁し、同時にグルニ・エフ・チンワン（Grun-i efu cin wang/固倫額駙親王）の称号を与えて清の皇族として遇した。また外藩親王に封じられ、エジェイは自らの所領を「チャハル・ウルス（Čaqar ulus）として継続して支配することを許された。1641年にエジェイは没し、マカタ・ゲゲとの間に息子がいなかっため親王位は弟のアブナイ（阿布奈。1635年 - 1675年）が継いだ。

### 死後
アブナイは未亡人となったマカタ・ゲゲを妻としたが、清に対し公然と不満を示したため、1669年に康熙帝により瀋陽に軟禁され、息子のブルニ（布爾尼。1654年生まれ。母はマカタ・ゲゲ（固倫温荘長公主））がチャハル親王を継いだ。当初は清への不満を隠していたブルニであったが、1673年に発生した清の内乱である三藩の乱が拡大すると、これに呼応して1675年に弟のルブズン（羅布藏）と共に反旗を翻し、アブナイもこれに合流した（ブルニ親王の乱）。しかしチャハル部の3000人を除くモンゴル諸部は反乱に参加せず、結局1675年4月20日の戦いでの敗北と清軍の追撃により、反乱軍は全滅した。チャハル王族の男性は清の公主が生んだ幼児を含めて全員処刑され、女性は清の公主を除き奴隷として売り飛ばされた。固倫温荘長公主自身は1663年に39歳で死去した。

## 参考資料
- 岡田英弘訳注『蒙古源流』刀水書房、2004年、ISBN 4887082436
- 岡田英弘『モンゴル帝国から大清帝国へ』藤原書店、2010年
- 森川哲雄「チャハルのブルニ親王の乱をめぐって」『東洋学報』64巻、1983年
- 和田清『東亜史研究(蒙古篇)』東洋文庫、1959年

| 新設 | チャハル部の親王 1635年 - 1641年 | 次代 アブナイ |